# 세우이
세우이(Seui)는 이탈리아 사르데냐주 수드사르데냐도에 위치한 코무네로, 칼리아리에서 북쪽으로 약 70 킬로미터 (43 mi), 토르톨리에서 남서쪽으로 약 30 킬로미터 (19 mi) 떨어져 있다. 2004년 12월 31일 기준 인구는 1,525명이며, 면적은 148.3 제곱킬로미터 (57.3 mi2)이다.
세우이는 다음 코무네와 접해 있다: 아르차나, 에스칼라플라노, 에스테르칠리, 가이로, 페르다스데포구, 사달리, 세울로, 울라사이, 우사사이.